# Dedpul
Dedpul (енгл. Deadpool) izmišljeni je lik, plaćenik i anti-heroj, koji se pojavljuje u stripovima izdavačke kuće Marvel Komiks. Stvoren od strane crtača Rob Lajfeld i pisca Fabian Ničeica, Dedpul se prvi put pojavio u Novi Mutanti (eng. New Mutants) #98 (Feb. 1991).
Unakaženog tela i mentalno nestabilan plaćenik Dedpul se prvobitno pojavljivao kao zlikovac u broju strip-časopisa Novi Mutanti, i kasnijim izdanjima X-Sila (eng. X-Force). Lik se od tad pojavljivao u nekoliko tekućih serija strip-časopisa, i delio naslove stripa sa drugim likovima kao što su Kejbl (eng.Cable). Takođe poznat kao "Lajavi strelac", Dedpul je poznat po svojoj pričljivoj prirodi i sklonosti da "razbije četvrti zid", koji je korišćen od strane pisaca radi humorističkog efekta.
Dedpul je rangiran 182. na listi 200 Najboljih strip-likova svih vremena časopisa Wizard, rangiran 45. na listi 50 najčuvenih likova stripa časopisa Empajer i rangiran 31. na IGN listi 100 najboljih heroja strip-časopisa.
Glumio ga je Rajan Renolds 2009. u filmu Iks - ljudi Počeci: Vulverin, kao i u filmovima Dedpul (2016), Dedpul 2 (2018) i Dedpul i Vulverin (2024).

## Istorija objavljivanja

### 1990
Stvoren od strane crtača Rob Lajfeld i pisca Fabijan Nisijeza, Dedpul se prvi put pojavio u stranicama "Novi Mutanti" #98 broju objavljen u februaru 1991. Rob Lajfeld, obožavalac "Mladi titani" strip-časopisa, pokazao je svoj novi lik tadašnjem piscu Fabijan Nisijeza. Kada je video kostim i opazio karakteristike (ubica sa super agilnošču), Nisijezaa je nazvao Lajfelda, govoreći mu "da je ovo Dedstrouk (eng. Deathstroke) iz "Mladih titana." Nisijeza je Dedpulu dao pravo ime "Vejd Vilson" (eng.Wade Wilson) kao šala da je "srodstvu" sa "Slejd Vilson" (eng Slade Wilson) (Dedstrouk).. U svom prvom pojavljivanju, Dedpul je angažovan od strane Toliver da napadne Kejbl i Novi Mutanti. Nakon naknadnog pojavljivanja X-Sili i periodičnog pojavljivanja, Dedpul je počeo da gostuje u velikom broju Marvel strip-časopisa kao što su "Osvetnici", "Derdevil", i "Heroji za unajmiti". U 1993, dobio je svoj miniseriju strip-časopisa nazvan Krug Potere, koji napisao Fabian Ničeica i crtao Džo Maduerira. Bio je relativan uspeh zbog čega se Dedpul pojavio u još jednom istoimenom naslovu napisan 1994. koji je pisao Mark Vejd, crtao Ian Čurčil, i bojen od strane Džejsona Temudžina Majnora i Bad Larosa. Vejd je kasnije komentarisao, "Iskreno da sam znao da je Dedpul takav kreten kad sam pristao da napišem strip, nikad ne bih to uradio. Neko ko još uvek nije platio za svoje zločine predstavlja problem za mene."
Dedpul je 1997. dobio svoj tekući naslov, koji je, u početku, pisao Džo Keli, sa tada novopridošlim Edom Mekginisom kao crtačem. Serija stripova čvrsto uspostavlja njegovu sporednu glumačku ekipu, uključujući njegovog zatvorenika/majku Slepi Al i njegovog najboljeg prijatelja Lasicu. Dedpul je postao parodija akcione komedije kosmičkih proporcija, anti-herojskih stripova tog vremena. Tekuća serija dobila je kult status zbog svog neuobičajenog glavnog lika i balansa između straha i pop kulture komedije tokom koje lik postajao manje zao, iako je element njegove moralne dvosmislenosti ostao. Pisac Džo Keli je zapazio, "Sa Dedpulom, mogli smo da radimo šta kod hoćemo jer su svi očekivali da strip bude prekinut svakih pet sekundi, tako da niko nije obraćao pažnju. I mogli smo da se izvučemo." Seriju stripa je preuzeo Kristofer Prist koji je primetio da Kelijeva izdanja znaju da budu "kompleksna i malo neprijateljska ka novim čitaocima kao što sam ja" i da do 37 broja je shvatio da "je u redu da Dedpul izgleda glupo"

### 2000
"Dedpul" strip je trajao do broja #69, u kom trenutku je preusmeren sa novim titlom od Gail Simon sa sličnim likom nazvan Agent X
u 2002. Ovo se desilo tokom linije široko prepravljenih X-men povezanih stripova, sa strip-časopisom Kejbl je nastao'' Vojnik X kao i "X-Sila" postala "X-Statiks". Simon primećuje da "Kad sam preuzeo rad na Dedpul, prepravljanje nije bilo planirano, tako da je bilo baš iznenađujuće. Na sreću, čuli smo na vreme taman da napravimo prepravke na scenarijima". Činilo se da je Dedpul nastradao u eksploziji boreći se sa aristokratskim ( i telepatskim) zlikovcem poznat kao Crni Labud. Nedeljama kasnije, misteriozni lik se pojavljuje u stanu Dedpulove menadžerke Sendi Brandeberg. Čovek je dao sebi ime "Aleks Hajden" i zajedno su startovali "Agenciju X" sa Aleksom nazvan Agent X po kompaniji. Mnogi su verovali da je Aleks Dedpul koji pati od amnezije. Glavni lik stripa "Agent X" je na kraju otkriven da nije Dedpul i vrhunac stripa je originalnog lika vratio kao glavnog. Simon je napustio rad samo posle sedam brojeva stripa zbog kreativnih razloga sa glavnim urednikom stripa, ali se vratio kako bih zavrsio rad sa brojevima 13-15.
Dedpul sledeći nastup se desio u 2004 sa lansiranjem novog stripa Kejbl i Dedpul pisan od strane Fabijan Nisijeza, gde se Dedpul udružuje sa nekadašnjim neprijateljom Kejbl u raznim avanturama. Strip je obustavljen sa brojem #50 i zamenjen novim Kejbl serijom stripova u Martu 2008. Dedpul se kratko pojavio u Vulverin: Počeci stripu pisca Daniel Vej pre nego što su Vej i Pako Medina lansirali još jedan Dedpul strip u Septembru 2008. Medina je bio glavni crtač serije stripa, dok je Karlo Barberi popunio prvi broj posle koji je prethodio Tajna Invazija.
Novi "Dedpull" pisan od strane Daniel Veja i crtača Pako Medina broj koji prethodio Tajna Invazija. U prvom poglavlju glavni lik radi sa Nik Furi da ukrade podatke kako da ubiju Skral kraljicu Veranke. Norman Ozborn krade informaciju koju je Dedpul prethodno ukrao od Skrala, dok naknadne priče se bave ispadom odatle. Pisac Daniel Vej objašnjava, "da prva stvar koju Ozborn pokušava je da se pobrine za situaciju jeste da dovede plaćenika koji će da spreči Dedpula, koji bi bio Tigar-Ajkula. To bi bila standardna stvar da se uradi, ali naravno sve što se tiče Dedpula je nestandardno. Tako to ide potpuno naopako i Ozborn mora ozbiljnije da se pobrine o stvarima." U priči se vidi povratak Bob, Agent HIDRA, "Ne želim da strip postane "Dedpul i Drugari" tako da će likovi polako nestajati i pojavljivati, ali Bob je neko koga definitivno želim da se pojavi.Mora da bude u perfektan momenat i kad sam sastavljao ovu priču taj trenutak se ukazao.". Ovo je dolazilo u sukob sa novim Tanderbolts u "Magnum Opus" koji je prešao u strip Dedpul vol. 2 #8-9 i Tanderbolts #130-131.
"Thanderbolts" pisac Andi Digl rekao je, "da je prirodan progres da Dedpul krene za Normanom koji šalje svoj lični tim ubica za Dedpulom".
U stripu "Dedpul" #15, Dedpul odlučuje da postane heroj koji dovodi u sukob sa odgovarajućim herojima poput Spajder-men (sa kojim se prethodno susreo u "Čudesni Spajder-men" #611 kao deo "Rukavica) vodeći ka priči koje se prožima u tri broja gde se suprotstavlja sa Hit-Majmun, lik koji se pojavio prvo u digitalnom a onda i u štampanom jednom broju.
Još jedna Dedpul serija stripa, nazvana, "Dedpul: Lajavi strelac" lansiran u julu 2009, pisan od strane Viktor Gišler, a crtan od strane Bong Dazo. U njemu se Dedpul udružuje sa Hedpul iz Marvel Zombiji 3 i 4.
Posebno jubilarno izdanje "Dedpull" #900 izdat je u Oktobru 2009. Sadrži priče napisan od strane nekoliko autora, sa glavnom pričom napisana od tvorca "Dedpul" serije stripa piscom Džo Kelijem i crtan od kreatora Rob Laefelda. Treća tekuća serija nazvana "Dedpul Team Up", lansirana je u novembru 2009 (gde se numerisani brojevi vraćaju unazad početkom sa brojem #899), koji je pisao Fred Van Lente, i crtao Dalibor Talajić. Ova serija predstavlja Dedpula koji se udružuje sa raznim herojima iz Marvel Univerzum u svakom broju kao što su Herkules. Dedpul se takođe pridružuje novom "X-Sila" timu.

### 2010
U Aprilu 2010 lansiran je još jedan Dedpul serija stripova nazvan "Korpus Dedpula" takođe pisan od strane Viktora Gišlera. Pored samog Dedpula, pojavljuju se alternativne verzije Dedpula, uključujući Ledi Dedpul (koja je debitovala u "Dedpul: Lajavi strelac" #7), Glavpul (Marvel Zombiji oličenje, sad sveden na odsečenu glavu), i dva nova lika; Dečkpul, dete i Kerpul, pas. Trajalo je 12 izdanja.
Marvel je takođe izdavao Dedpul stripove kroz Marvel Vitezovi and MAX štampana izdanja:Dedpul: Vejd Vilsonov Rat od strane Duan Sveržinski and Džejson Pirson, i "Dedpul MAX" od strane David Lephem and Kajl Bejker.
Dedpul (vol. 2) koji je napisao Daniel Vej i crtao Ale Garza. U priči "DEAD" (eng. mrtav), Vejd je "izlečen" od njegovog zaceljujućeg faktora i postaje smrtan. Kao neželjeni efekat, međutim on ima svoje staro lice. Iako provodeći veći deo priče želeći da umre, on stavlja svoje želje u drugom planu kako bi zaštitio svog prijatelja i lakeja HIDRA Boba
Nakon što je izgubio svoj zaceljujući faktor, Vilson tvrdi da se oseća "življe nego ikad". Međutim, posle okrutnog prebijanja od strane Inteligencia, Vejd otkriva da je dozvolio da njegova sposobnost da se zaceli nadoknadila njegovu veštinu zbog toga je pitao Taskmaster pomoć u treniranju. Taskmaster je pitao Vilsona da mu pomogne da ukradu Pim čestice od S.H.I.E.L.D (sr. Štit), ali u stvari je dozvolio Crnoj Kutiji da se prouče Vejda kako bi spremio osvetu protiv njega, otkrivši im čak da je Dedpul izgubio svoj zaceljujući faktor.
Vejd je uspeo da pobedi regrutovane od strane Crne Kutije, Crnog Toma i Crnog Labuda, ali u procesu njegovo lice izgorelo i unakaženo opet. Nekadašnji agent FBI Alison Kemp želela je da se osveti Dedpul zbog njegove umešanosti u nesreći zbog koje je ona ostala u invalidskim kolicima, ali je pozvala druge neprijatelje Dedpula kao što su T-Rej i Slejbek obučeni da ubiju Dedpula. Infiltrirao je u njihovu bazu i uspeo da ubije T-Reja i Slejbeka, dok se Alison Kemp spremala da se ubije u eksploziji koja bi ubila i Dedpula u procesu, ali je ubedio da to ne čini. U tom trenutku bio je iznenađen povratkom Zlog Dedpula, koji je obavestio Vejda da serum koji je uzeo nije trajan, razlog zbog kog lice nije zacelilo i prst nije izrastao, tako da će se Vejd vratiti pošto ga on bude upucao.
Danijel Vejova serija strip zakljućena je brojem 63. Kao deo Marvelove Marvel NOW! izdanja, Dedpul ima svoju novu tekuću seriju, koju pišu Brajam Posehm i Gari Dugan, a crta Toni Mur. Dedpul je takođe novi član Tanderbolts.

## Sposobnosti i moći
Dedpulova glavna moć je ubrzani zaceljujući faktor, opisan od strane raznim pisaca na različitim nivoima efikasnosti. Veštački obdaren od strane Oruzje X (eng. Weapon X) programa, omogućuje mu da zaceli bilo koji deo uništenog tkiva nadljudskom brzinom čineči ga imunim na bilo koju bolest. Neočekivani sporedni efekat je bio je ubrzanje kancerogenog tumora od kojeg je patio u to vreme, koji se ubrzo proširio na celo njegovo telo. Zbog ovoga, njegov zaceljujući faktor ubrzao je rast tumora koje je rezultovalo masovnim ožiljkom koji njegov izgled prikazuje da je ozbiljno unakažen.
Njegove moždane čelije su na sličan uticane, sa mrtvim ćelijama koje budu podmlađene nadljudskom brzinom. Ovo omugućuje da se oporavi od bilo koje povrede glave, kojim ga čini skoro nepovrediv na bilo koji psihički ili telepatski napad, jer se oštećene moždane ćelije brzo vrate u prvobitno stanje. Takođe je uzrok njegove psihoze i mentalne nestabilnosti. Ponekad se podrazumeva da njegov zaceljujući faktor samo učvršćuje već oštećenu mentalnu psihu, jer je mladi Vejd Vilson prikazan kao povučen, poremćen mladi klinac uhvaćen u smešna sanjarenja, nakon gubitka svog zaceljujućeg faktora nije povratio zdrav razum. Njegov faktor zaceljenja je dovoljno snažan da je prethodno uspeo preživeti višestruka spaljivanja i odsecanja glave. Iako da bi izlečio ranu njegova glava mora da bude spojena sa telom, uspeo je da izraste novu glavu nakon što je Halk smrskao. Za razliku od Vulverin (sr. Žderavac) zaceljujućeg faktora, Dedpulov je mentalno zavisan. Slično Vulverinovom faktoru, Dedpulu takođe utiče na fizičke sposobnosti pojačavajućih na nadljudski nivo. Iako je u ranijim godinama imao i nadljudsku snagu taj detalj očigledno je zaboravljen. Njegovo telo je jako otporno na većinu droga i otrova. Na primer, veoma je teško ga napiti. Međutim određene droge kao što su sredstva za smirenje mogu uticati ako je izložen visokim dozama. Zaceljujući faktor mu usporava starenje. on je još uvek živ 800 godina u budućnosti kada ga novi X-Sila tim susretne.
Pored njegovih fizičkih prednosti, Dedpul je izvanredan asasin i plaćenik, obučen u više oblika borilačkih veština, stručan mačevalac i strelac. Smatra se da je njegova psihoza i disocijativni poremećaj identiteta hendikep, u stvari to je još jedan veština, što ga čini veoma nepredvidivim protivnikom. Taskmaster (koji ima foto-refleksivnu memoriju koja mu omogućava da bilo čiji borilački stil samo posmatranjem protivnika) nije uspeo da pobedi zbog svog haotičnog i improvizovanog borbenog stila. Taskmaster je izjavio da je Dedpul ekspert u zbunjivanju protivnika Tokom godina, Dedpul je posedovao veliki broj ličnih teleportacionih uređaja. Tokom prvog stripa posedovao je uređaj za holografsko sakrivanje, koje mu omogućavalo da ide tajno ili sakrije svoj izgled. Ima i magičnu torbicu koja sadrži beskonačan broj oružja i municije, i vozio je višestruki broj vozila uključujući i svemirske brodove. Dedpul je poliglota; pored Engleski, zna Nemački, Španski, i Japanski.

## Identitet
Karakterova prošlost predstavljena je kao nejasna i podložna promenama, koja unutar narativa on nije u stanju da se seti svoje lične prošlosti usled mentalnog stanja. Bez obzira da li ne zvao Vejd Vilson je predmet spekulacija pošto jedan od njegovih neprijatelja T-Rej, tvrdi u broju "Dedpul" #33 da je on pravi Vejd Vilson a da je Dedpul opasan ubica koji mu ukrao identitet. Bilo je drugih sumnjivih priča o njegovoj prošlosti u kom je u jednom trenutku zlikovac Loki tvrdio da mu je otac. Često, otkrića su menjana ili ignorisana skupa, ali u jednom broju Dedpul se sam našalio da bez obzira da li je on pravi Vejd Vilson zavisi od pisca koji čitalac voli. Međutim u 2011-2012 seriji stripa, Dedpul obuhvata, u sećanju, da je on pravi Vejd Vilson poremećen i delimično lud sin odlikovanog ratnog heroja, često sanjareći detinjaste i opasne ideje, podstaćući ga na plaćenički način života. On jezakleti Kanađanin.

## Druge verzije

### Doba Apokalipse
U Doba Apokalipse seriji stripa, Dedpul je nazvan "Dead Man Wade" (sr. Mrtav čovek Vejd) i predstavljen kao ogorčen, bez smisla za humor član Apokalipsove grupe Bledi Jahači, koji je dobio defektni zaceljujući faktor u Apokalipsovom eugeniks programu. Poslat sa svojim timom da napadne Divlju Zemlju, pokušao da otpočne haos na svetinju, ali je ubijen od strane Najtkroler, koji je teleportovao njegovu glavu dalje od tela i sakrio je u krater. U "Doba Apokalipse" #3 otkriveno je da Dead Men Wade oživljen kao i mnogi drugi Alfa mutanti.

### Kapetan Amerika: Koji Neće Posedovati Štit
Drugi svetski rat verzija Dedpula predstavljena je u ovom parodija jednom broju stripa "Kapetan Amerika: Koji neće posedovati štit". Frederik "Šišteći" Vilson, nećak Vudrov Vilson, je vojnik na kome nacisti eksperimentišu da postane "Veapon X" (sr. Oružje X). Uprkos prirodi priče koja se dešava u određenom vremenu, Vilson govori svojim zastarelim naglaskom iz 1990.

### Dedpul Korps
U izdanju od dvanaest brojeva stripa Korpus Dedpula  i serija stripa koja se događa pre Uvod u Korpus Dedpula, Dedpulu se pridružuje nekoliko alternativnih verzija samog sebe iz različitih univerzuma da naprave super-tim. Ledi Dedpul i Glavpul se vraćaju iz prethodnih pojavljivanja u Dedpul: Lajavi strelac, pridružuju im se novajlije Dečkpul, dečija verzija Dedpula koja ide u Profesor X školu, i Kerpul, pas obdaren već poznatim zaceljujućim faktorom.
Kasnije im se pridružuju i Šampion, pod imenom Šampionpul.

### Dedpul Ubija Marvel Univerzum
U ovoj ograničenoj seriji Dedpul Ubija Marvel Univerzum, X-Men šalju Dedpula u duševnu bolnicu na terapiju. Međutim, doktor koji se stara o njemu je u stvari Psiho-men maskiran, koji pokušava da mučenjem i ispiranjem mozga natera da bude njegov lični sluga. Postupak ne uspeva, ali ostavlja Dedpula još više mentalno neuravnoteženog; kao rezultat, on ubija Psiho-men i počinje da ubija svakog superheroja i zlikovca na Zemlji jednog po jednog u pokušaju (očigledno) da se pobuni protiv stvaraoca stripa. Strip se završava sa Dedpulom koji prelazi u "stvaran" svet suočavajući se sa piscima i crtačima koji trenutno rade na stripu. Pre nego što nastavi okreće se čitaču, sa obećanjem kad zavši sa njima "Da ću naći tebe uskoro."

### Dedpul Ubistrovan
Posle događaja u stripu Dedpul Ubija Marvel Univerzum, Dedpul je ubio mnoge verzije Marvelovih super-heroj i zlikovaca kroz ceo multiverzum bez ikakvog efekta posle čega dolazi do zaključka da beskonačne alternativne verzije super-heroja i zlikovaca još uvek postoje. U stripu Dedpul angažuje tim naučnika koji čemu pomoći da se reši svih Marvelovih likova. Jedan naučnik daje mu uređaj kojim može da ode do Ideaverzum - Univerzum u kojem se nalaze klasični likovi koji su inspirisali Marvelove likove. U svakom stripu, on se suočava sa višestrukim brojem neprijatelja kao što su Bezglavi Konjanik (Koji je inspirisao Zelenog Goblina i Gousrajdera), Malu ženu (Crna Udovica,Žena-Halk)itd.

### Dedpul Ubija Dedpula
April 4, 2013, Kalen Bun otkriva da, posle dešanja u "Dedpul Ubistrovan", sledeći i poslednji deo "Dedpul Ubilologije" biće "Dedpul Ubija Dedpula" i da Dedpul koji se pojavljivao u "Dedpul Ubija Marvel Univerzum" i Ubistrovan zove "Dredpul" i da, u seriji stripa, on lovi sve verzije Dedpula dok "naš" Dedpula, dobrodušni, glavni Brbljivi Plaćenik lovi Dedpula, njegovu ubilačku verziju. Bun je izjavio da Dedpul Korps pojaviti zajedno sa drugim i novim verzijama Dedpula. Prvi strip izdat je u Julu 2013.

### Dedpul: Brbljivi Plaćenik
Nekoliko različitih oličenja Dedpula predstavljene su u seriji stripa Dedpul: Brbljivi Plaćenik. Pokušavajući da vrati Hedpula u Marvel Zombiji univerzum, Dedpul susreće nekoliko verzija sebe koje postoje u drugim univerzumima, uključujući žensku verziju zvana Lejdi Pul, Major Vejd Vilson, militantnog ali normalnu verziju, i Dedpul Kid, kaubojsku verzija koja postoji u univerzumu koja podseća na Divlji Zapad.

### Dedpul Palp
Dedpul Palp je ograničena serija od četiri stripa od pisaca Majk Benson i Adam Glas a crtao Lorens Kempbel, sa Dedpulom smeštenim u 1950 inspirisano Pretparačke priče (slično Marvel Noir izmišljenom univerzumu).

### Marvel 2997
U Messija Rat Dedpul je zaključan u zamrzivaču osam stotina godina. Kada je uspeo da pobegne biva uhvaćen od strane nekoliko naoružanih ljudi koji su preostali. On pomaže Kejbl da spase Houp Samers od Strajf koji se kasnije otkriva da se nalazi u glavi ove verzije Dedpulove glave. Posle naizgled pobeđenog Strajfa, ova verzija Dedpula ubrzo pokidana na pola koja ubrzo umire. Njegova poslednje reči odnose se na šalu na "plaćanju otpremnine".

### Kuća M
U Kuća M stvarnosti, Vejd Vilson bio je komandant i aktivni agent S.H.I.E.L.D. Tokom jedne od njegovih misija, Agent Vilson je kontaktirao S.H.I.E.L.D. Morali su da ga spoje preko TB-Link satelita kako bih mogli da komuniciraju.

### Halkovani Heroji
Pojavljujući se prvi u Halk #21, Dedpul je "halkovan" na kraju Pad Halkova priče. Strip iz dva dela nazvan Svetski Rat Halkova: Halkovani Heroji
pratiće Halkpul tokom povratka kroz vreme u pokušaju da ubije sebe, remetići priče o poreklu mnogih super-heroja kako bude išao..

### Marvel Zombiji
U prvom stripu Marvel Zombiji ograničene serije stripa, zombi verzija Dedpula viđena je boreći se sa Srebrni Letač. Zombi Dedpul konačno gubi svoje telo i pojavljuje se kao odsečena glava koja se pojavljuje Marvel Zombies 3. Ova verzija Dedpula, često nazivana kao Hedpul, ušao je u glavni tok Marvelovog univerzuma gde je naišao i bivao uhvaćen od strane glavnog Dedpula iz stripa Dedpul: Brbljivi Plaćenik. Along with several other alternate versions of Deadpool, Headpool went on to appear in Deadpool Corps with a propeller beanie mounted to his head, allowing him flight.

### Ultimat Dedpul
U Ultimat Marvel univerzumu verzija Dedpula prikazana je u Ultimativni Spajder-Men. Prikazan kao anti-mutant ekstremista, on je kiborg i vođa Otimači koji love mutante radi zabave u rijaliti TV programu. Ispod maske, Dedpul izgleda sa vidljivo lobanjom, njegovo lice sastavljeno od providne ljuske. Može da imitira određene ljude i glasove, ali ne i moći. Njegovo ime je Narednik "Vejdi" Vilson, ratni veteran Zalivki rat.

### Oružje X: Dani Buduće Sadašnjosti
U alternativnoj Zemlji na kraju Oružje X stripa, Dedpul biva regrutovan od strane Vulverina (sr. Žderavac) da bude član novog X-Men tima pošto je stari ubijen. On se pridružuje tvrdeći da ga Vulverin želi samo zato što je on "simbol ljudi". Ova verzija ubijena je od strane Agent Ziro otrovne kiseline. Ova verzija govori u belim kvadratićima.

## Pojavljivanja u drugim medijima

### Televizija
- Uprkos što nikad nije imao glasovnu ulogu u X-Men crtanom filmu, Dedpul je imao nekoliko pojavljivanja tokom različih epizoda: retrospektivna scena zajedno sa Vulverinom tokom jednih Sejbertutovih mentalnih terapija zajedno sa Professor Xavijerom u epizodi "Smrtonosni Susret" Morph menja se u Dedpula u epizodi "Šta god je potrebno", i Xavierova mračna strana projektuje likovu sliku da napadne Vulverina u epizodi "Feniks Saga: Drugi Deo: Mračni Pokrov".
- Predložena druga sezona Vulverin i X-Men bi uključivala Dedpula, sa Nolan Nort izabran kao glas lika.[64]
- Dedpul je imao kratko pojavljivanje Marvel Anime: X-Men u epizodi "Sudbina".[65]
- Dedpul se pojavljuje u Ultimat Spajder-Men crtanoj seriji u epizodi "Ultimat Dedpul", glas mu pozajmljujući Vil Fridla.[66] Ove verzija bila je nekadašnji S.H.I.E.L.D. regrut sa Spajder-Menovim timom (Gvozdena Pesnica, Nova, Pauer Men i Beli Tigar) pre nego što je napustio da bi postao plaćenik. Ubrzo i zbog Spajdermenove rastućeg nezadovoljstva prema Dedpulovom ludorijama, ponašanju i potrebi za ubijanjem, završavaju boreći se sa Taskmaster i jedan protiv drugog za S.H.I.E.L.D. podatke koji sadrži tajne identitete Američkih superheroja. Prikazan je kao sposoban da negira Taskmasterovu veštinu da kopira tuđi borilački stil, upotrebljavajući borilački stil koji parodira plesne pokrete.

### Film
- Dedpul se pojavljuje u crtanom filmu Halk Vs Vulverin glas mu pozamljujući Nolan Nort.[67][68] Dedpul čini jednu od Profesora Tortona napadačkih timova Tim X (Lejdi Dedstrajk, Omega Red i Sejbertut) u Oružje X programu. koji traže Vulverin i Halk da im isperu mozak i preobrate u vrhunska oružja. Ponekad zna da iznervira kolege sa doskočicama.[69]
- Vejd Vilson (Wade Wilson) je jedan od protivnika u filmu Iks - ljudi Počeci: Vulverin, koji ga glumi Rajan Rejnolds .[70] On je visoko obučeni, šaljivi ali veoma amoralan plaćenik koji poseduje par Katana mačeva sa nadljudskom brzinom i veštinom sposobna da odbije punu automatsku vatru. Navodno je ubijen od strane Sejbertut, ali je kasnije otkriveno da ga je Poručnik Vilijam Strajker u mutantskog ubicu "Oružje XI" (kaskaderske scene izvodi Skot Adkins) koji poseduje druge mutantske moći, uključujući Skot Samers laserski vid, Džon Vret teleportaciju, Vulverinov zaceljujući faktor, i par produženih sečiva koja podsećaju na Vilsonove čuvene mačeve; Strajker je uspeo da ga potpuno kontroliše zahvaljujući Kris Bredli tehnopatija. Strajker ga nazvao "Dedpul" jer kompatibilne moći drugih mutanta su "spojene"(eng. pool) zajedno u jedno biće. Vulverin i Sejbertut se bore protiv njega u vrhuncu filma i uspevaju da ga pobede odsecajući mu glavu koja pada u rashladni toranj nuklearne elektrane, iako se u dodatnim scenama filma u DVD izdanju nagoveštava da je još uvek živ.[71]
- Prema Rob Laefeld, Dedpul će se pojaviti u X-Sila filmu.[72]
- U seriji filma koji se ne tiče X-Men koji je u razvoju, a učestvuje Dedpul sa Rajanom Rejnoldsom koji će reprizirati ulogu.[73] According to Empire, a script is in development, and Deadpool will "break the fourth wall" during the film.[74] Pol Vernik i Ret Ris angažovani su da napišu scenario za film..[75] Na dan April 8, 2011, VFX umetnik Tim Miler angažovan je za svoj prvi debi kao režiser.[76] Originally the film was set to be rated PG-13, but the rating was later reconsidered to an R-rating with the possible addition of gore.[77] Od Oktobra 2013, Rajan Rejnolds i Tim Miler izjavili su da je skoro spreman da bude napravljen.[78]

### Video igre
- Dedpul se pojavljuje u X-Men Legende II: Uspon Apokalipse, glas mu pozajmljujući Džon Kasir. Dedpul se u početku pojavljuje kao neprijatelj kojim je ispran mozak od strane Mister Sinister. Bori se protiv X-Men i Bratsvo u Njujork gradu severne strane tokom Čina 4. Dedpul je je otključivi igrivi lik pošto se igra pređe prvi put. Kao u i stripovima, Dedpul razbija četvrti zid ako igrač čeka dovoljno dugo. Ako neprijateljski Dedpul se bije protiv dobrog Dedpula, svađaće se ko je od njih pravi Dedpul.[79]
- Dedpul se pojavljuje kao igrivi lik u Marvel: Ultimat Alijansa, sa Džonom Kasirom reprizirajući ulogu. Može da nosi više kostima, uključujući izgled njegovog prvog pojavljivanja, kostima iz Ultimat Univerzuma, izgleda iz stripa Dedpul: Agent od Oružja X i unapređenu verziju kostima u kojoj se pojavljivao Kejbl i Dedpul. Dedpul često razbija četvrti zid spominjući samu igru i Marvel strip heroje. Seća se svog nastanka tokom informisanja za simulator misiju, početno kao humorističku mešavinu Tor, Blejd, Derdevil, Storm i Halka pre nego što priča svoju pravu.
- Vejd Vilson se pojavljuje u video igrici adaptacije filma X-men Počeci: Vulverin, glas mu pozajmljujući Stiven Blum. Njegova Dedpul/Oružje XI transformacija ga čini glavnim neprijateljem u igri.
- Dedpul je igrivi lik u igrici Marvel: Ultimat Alijansa 2, Džon Kasir koji ga reprizira. Njegov nemaskirani izgled služi kao alternativni kostim. Na Xbox 360 i PlayStation 3 verzijama pojavljuje se u kao neprijatelj u trečem nivou, ali se pridružuje grupi kad biva pobeđen i shvata da heroji nisu deo Titanijum čoveka terorističkog napada. Držeći se prethodnog pojavljivanja, Dedpul je tako predstavljen da je potpuno svestan da je u video igri i njegov dijalog potvrđuje njegov uvid (na primer, ako igrač odluči da ga pridruži Anti-Registraciji akt timu, šali se sa Maria Hill o mogućnosti da bude u Pro-Registratskom timu "u sledećem igranju").[80][81][82][83] Posle kraja igre, Dedpul se suočava sa piscem žaleći se zašto nema igra sa njim kao glavnim junakom. U Wii, PSP i PS2 verzijama, on je igriv od početka i pojavljuje se tokom kraja i učitavanja gledajući televizor dok sedi u fotelji.
- Ultimat Dedpul se pojavljuje u igri Spajdermen: Razbijene Dimenzije kao zlikovac, sa Nolan Nortom reprizirajući glasovnu ulogu.[84] Ova verzija obuhvata osobine od njegovog duplikata iz glavnog univerzuma kao što je razbijanje četvrtog zida, teleportacioni uređaj, i zaceljujući faktor. Umesto što vodi armiju Otimača, koristi armiju naoružanih fanova i robote. Namamljuje i bori se sa Spajder-men na naftna platforma kao deo novog kviza nazvanog Faktor Bola gde saznaje šta je tablet zapravo koristeći da napravi dve kopije sebe.[85]
- Dedpul se pojavljuje kao igrivi borac u igrici Marvel vs. Capcom 3: Sudbina dva sveta, sa Nolan Nortom kao glasovnim glumcem. Njegove sposobnosti uključuju puške,mačeve i teleporterski uređaj koji se kvari ako se koristi mnogo. Izvodi svoje verzije anomalnog Šorjuken, opet razbijaći četvrti zid, sa specijalnim potezom gde bije protivnika sa helt šipka i hiper kombo šipkom.[86] Često je prikazan protiv Kapkovog junaka Dante iz Devil Mej Kraj serije igara.[87] Njegova pobednička sekvenca se sastoji od toga što se približi kameri i govori razne stvari igraču. U Dedpul kraj sekvenci, priređuje zabavu kako bi proslavio svoj poraz od Galaktus, ali njegove dela postaju uzrok uništenja Klivlenda, Ohajo, zašta okrivljuje igrača. Dedpul se pojavljuje u kasnije unapređenom delu igre Ultimat Marvel vs. Capcom 3 kao igrivi lik.
- Dedpul se pojavljuje kao otključivi lik u Marvel: Osvetnička Alijansa. Prethodno se otključavao tako što se mora završiti PVP Sezona jedan, ali sad može da se kupi za 135 Komandnih Poena.
- Dedpul je dostupan kao skinuti sadržaj za igru LittleBigPlanet, kao deo "Marvel Kostim Kit 6".[88]
- Dedpul je igrivi lik u MMORPG Marvel Heroji, opet Nolan Nort kao glas lika.[89][90]
- Dedpul je akciona igra zasnovana na liku, stvorena od strane High Moon Studios i objavio Activision u 2013, sa Nolan Nortom opet kao glas lika.[91]
- Dedpul je igrivi lik u igri Lego Marvel Super Heroji, sa Nolan Nortom kao glas lika..[92][93]

## Skupljena Izdanja
Stripovi i priče skupljeni su u nekoliko trgovinskim izdanjima.Lista je na engleskom jeziku.
- Deadpool: The Circle Chase (collects Deadpool: The Circle Chase, 96 pages, Marvel Comics, March 1997.  978-0-7851-0259-5.)
- Deadpool II: Sins of the Past (collects Deadpool: Sins of the Past Z#1-4, 96 pages, Marvel Comics, January 1997.  978-0-7851-0554-1.)
- Deadpool (Panini Comics):
  - Volume 1 (collects Deadpool: The Circle Chase and Deadpool: Sins of the Past #1-4, 196 pages, June 2008.  978-1-905239-84-9.)
  - Volume 2 (collects Deadpool vol. 2 #1-9, 308 pages, July 2009.  978-1-84653-427-0.)
  - Volume 3: You Only Die Twice (collects Deadpool vol. 2 #10-17 and 0, 244 pages, June 2010.  978-1-84653-453-9.)
- Deadpool Classic (Marvel Comics):
  - Volume 1 (collects New Mutants #98, Deadpool: The Circle Chase, Deadpool: Sins of the Past #1-4, and Deadpool (vol. 1) #1, 264 pages, May 2008.  978-0-7851-3124-3.)
  - Volume 2 (collects Deadpool (vol. 1) #2-8 and -1, and Daredevil/Deadpool Annual 1997, 256 pages, April 2009.  978-0-7851-3731-3.)
  - Volume 3 (collects Deadpool (vol. 1) #9-17, and Amazing Spider-Man #47, 280 pages, November 2009.  978-0-7851-4244-7.)
  - Volume 4 (collects Deadpool (vol. 1) #18-25, Deadpool #0, and Deadpool & Death Annual 1998, 296 pages, February 2011.  978-0-7851-5302-3.)
  - Volume 5 (collects Deadpool (vol. 1) #26-33, Baby's First Deadpool Book, and Deadpool Team-Up #1, 272 pages, June 2011.  978-0-7851-5519-5.)
  - Volume 6 (collects Deadpool (vol. 1) #34-45, and Black Panther #23, 312 pages, February 2012)
  - Volume 7 (collects Deadpool (vol. 1) #46-56, and X-Men Unlimited (the deadpool story) #28, 272 pages, August 2012)
  - Volume 8 (collects Deadpool (vol. 1) #57-64, 272 pages, April. 2013.  978-0-7851-6732-7..)
  - Volume 9 (collects Deadpool (vol. 1) #65-69, and Agent X #1-6, 272 pages, expected January. 2014.  978-0-7851-8513-0..)
- Wolverine/Deadpool: Weapon X (collects Wolverine #162-166 and Deadpool (vol. 1) #57-60, 200 pages, Marvel Comics. 2010.  978-0-7851-0918-1.)
- Deadpool:
  - Volume 1: Secret Invasion (collects Deadpool vol. 2 #1-5, 120 pages, Marvel Comics, hardcover, March 2009.  978-0-7851-3273-8., softcover, July 2009.  978-0-7851-3273-8.)
  - Volume 2: Dark Reign (collects Deadpool vol. 2 #6-7 and 10-12, 112 pages, Marvel Comics, hardcover, September 2009.  978-0-7851-3980-5., softcover, December 2009.  978-0-7851-3274-5.)
  - Dark Reign: Deadpool/Thunderbolts (collects Deadpool vol. 2 #8-9 and Thunderbolts #130-131, 96 pages, Marvel Comics, softcover, July 2009.  978-0-7851-4090-0.)
  - Volume 3: X Marks the Spot (collects Deadpool vol. 2 #13-18, 144 pages, Marvel Comics, March 2010, hardcover.  978-0-7851-4311-6., softcover.  978-0-7851-4040-5.)
  - Volume 4: Monkey Business (collects Deadpool vol. 2 #19-22, and Hit-Monkey One-Shot, 120 pages, Marvel Comics, hardcover, July 2010.  978-0-7851-4530-1., softcover, December 2010.  978-0-7851-4531-8.)
  - Volume 5: What Happens in Vegas (collects Deadpool vol. 2 #23-26, 120 pages, Marvel Comics, hardcover, October 2010.  978-0-7851-4532-5., softcover, March 2011)
  - Volume 6: I Rule, You Suck (collects Deadpool vol. 2 #27-31, 120 pages, Marvel Comics, hardcover, March 2011, softcover, July 2011)
  - Volume 7: Space Oddity (collects Deadpool vol. 2 #32-35, 33.1, 120 pages, Marvel Comics, hardcover, June 2011, softcover, November 2011)
  - Volume 8: Operation Annihilation (collects Deadpool vol. 2 #36-39, and Deadpool vol. 2 #4, 112 pages, Marvel Comics, hardcover, October 2011, softcover, April 2012)
  - Volume 9: Institutionalized (collects Deadpool vol. 2 #40-44, 120 pages, Marvel Comics, hardcover, January 2012, softcover, June 2012)
  - Volume 10: Evil Deadpool (collects Deadpool vol. 2 #45-49, 49.1, 144 pages, Marvel Comics, hardcover, April 2012)
  - Volume 11: DEAD (collects Deadpool vol. 2 #50-63, 328 pages, Marvel Comics, hardcover, December 2012.  978-0-7851-6242-1.)
- Deadpool: Suicide Kings (collects Deadpool: Suicide Kings #1-5 and Deadpool: Games of Death, 152 pages, Marvel Comics, hardcover, October 2009.  978-0-7851-4172-3., premiere hardcover, February 2010.  978-0-7851-4041-2., softcover, April 2010.  978-0-7851-4041-2.)
- Deadpool: Merc With a Mouth, Volume 1 - Head Trip (collects Deadpool: Merc With a Mouth #1-13, 328 pages, premiere hardcover, October 2010.  978-0-7851-4534-9., softcover, March 2010.  978-0-7851-4407-6.)
- Deadpool Corps:
  - Deadpool Corps Prelude (collects Prelude to Deadpool Corps #1-5, 120 pages, Marvel Comics, premiere hardcover, July 2010.  978-0-7851-4752-7., softcover, January 2011)
  - Volume 1: Pool-pocalypse Now (collects Deadpool Corps #1-6, 168 pages, hardcover, October 2010.  978-0-7851-4824-1., softcover, April 2011)
  - Volume 2: You Say You Want A Revolution (collects Deadpool Corps #7-12, 144 pages, hardcover, May 2011, softcover, December 2011)
- Deadpool Team-Up:
  - Volume 1: Good Buddies (collects Deadpool Team-Up #899-894, 144 pages, Marvel Comics, hardcover. 2010.  978-0-7851-4528-8., softcover, December 2010.  978-0-7851-4529-5.)
  - Volume 2: Special Relationship (collects Deadpool Team-Up #893-889, 192 pages, Marvel Comics, hardcover, December 2010.  978-0-7851-4711-4., softcover, June 2011)
  - Volume 3: BFF's (collects Deadpool Team-Up #888-883, Wolverine/Deadpool: The Decoy, 168 pages, Marvel Comics, hardcover, May 2011, softcover, November 2011)
- Deadpool MAX:
  - Volume 1: Nutjob (collects Deadpool MAX #1-6, 144 pages, Marvel Comics, hardcover, June 2011, softcover, December 2011)
  - Volume 2: Involuntary Armegeddon (collects Deadpool MAX #7-12, 144 pages, Marvel Comics, hardcover, December 2011)
  - Volume 3: Second Cut (collects Deadpool MAX 2 #1-6 and Deadpool MAX X-Mas Special, 176 pages, Marvel Comics, hardcover, May 2012)
- Deadpool: Wade Wilson's War (collects Wade Wilson's War #1-4, 104 pages, Marvel Comics, hardcover, December 2010.  978-0-7851-4585-1., softcover, June 2011)
- Deadpool: Pulp (collects Deadpool: Pulp #1-4, 112 pages, Marvel Comics, hardcover, March 2011, softcover, August 2011)
- Deadpool: The Dead-Head Redemption (collects Deadpool #900, #1000, Captain America: Who Won't Wield The Shield, and Marvel Digital Holiday Special: Merry Freakin' Christmas, 240 pages, Marvel Comics, softcover, June 2011)
- Deadpool/Amazing Spider-Man/Hulk: Identity Wars (collects Amazing Spider-Man Annual #38, Deadpool Annual Vol. 2 #1, and Incredible Hulks Annual #1, 112 pages, Marvel Comics, hardcover, September 2011)
- Deadpool: All in the Family (collects Deadpool Family, Cable (vol. 2) #25, and Deadpool and Cable #26, 112 pages, Marvel Comics, softcover, September 2011)
- Fear Itself: Deadpool/Fearsome Four (collects Fear Itself: Deadpool #1-3, and Fear Itself: Fearsome Four #1-4, 168 pages, Marvel Comics, hardcover, February 2012)
- Deadpool Kills the Marvel Universe (collects Deadpool Kills the Marvel Universe #1-4, 96 pages, Marvel Comics, softcover, November 2012)
- Deadpool (Marvel Now!):
  - Volume 1: Dead Presidents (collects Deadpool (Marvel Now!) vol. 3 #1-6, 154 pages, Marvel Comics, softcover, May 2013)
  - Volume 2: Soul Hunter (collects Deadpool (Marvel Now!) vol. 3 #7-12, 137 pages, Marvel Comics, softcover, August 2013)
  - Volume 3:The Good, the Bad and the Ugly (collects Deadpool (Marvel Now!) vol. 3 #13-19, 160 pages, Marvel Comics, softcover, January 2014)

## Spoljašnje veze
- Deadpool at Marvel.com
- Deadpool на веб-сајту  (језик: енглески)